# تشونغ وي تشيونغ
تشونغ وي تشيونغ (بالهولندية: Chun Wei Cheung)‏ هو موجه قوارب ‏ هولندي، ولد في 15 أبريل 1972 في أمستردام في هولندا، وتوفي بنفس المكان في 14 أكتوبر 2006 بسبب سرطان وسرطان الكبد.

## وصلات خارجية
- تشونغ وي تشيونغ على موقع الاتحاد الدولي للتجديف (الإنجليزية)
- تشونغ وي تشيونغ على موقع اللجنة الأولمبية الدولية (الإنجليزية)
- تشونغ وي تشيونغ على موقع أوليمبيديا (الإنجليزية)